# Agariste van Athene
Agariste was de moeder van de Atheense staatsman Perikles.
Zij was een dochter van Hippocrates, de zoon van Megacles en Agariste; zij had dus de naam van haar grootmoeder gekregen.
Zij trouwde met de Atheense bevelhebber Xanthippus en uit dit huwelijk werd Perikles geboren.
 Portaal Oudheid · Athene · Geschiedenis van Griekenland · Geschiedenis van Athene